# اعداد ترامتناهی

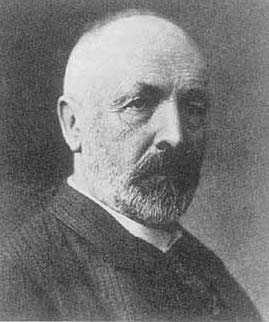
تصویری از جورج کانتور ریاضی‌دان

اعداد ترامتناهی اعدادی نامتناهی‌اند، بدین معنا که آن‌ها بزرگتر از تمام اعداد متناهی‌اند و لزوماً نامتناهی مطلق نیستند. عبارت ترامتناهی (transfinite) توسط جورج کانتور ابداع شد. او می‌خواست که با این کلمه اشاره‌ای ضمنی به کلمهٔ بی‌نهایت کرده باشد، تا بدین شکل بر متناهی نبودنشان اشاره کرده باشد. با این حال برخی از نویسندگان معاصر نسبت به این کلمه مردد هستند؛ اکنون به کار بردن کلمهٔ «بی‌نهایت» برای کاردینال‌ها و اوردینال‌های بی‌نهایت پذیرفته شده‌است. با این حال کلمهٔ ترامتناهی نیز هنوز به کار برده می‌شود.